# Tipula oldhamana
Tipula oldhamana är en tvåvingeart som beskrevs av Alexander 1966. Tipula oldhamana ingår i släktet Tipula och familjen storharkrankar. Inga underarter finns listade i Catalogue of Life.